# Western League
A Western League of Professional Baseball Clubs (Liga Ocidental de Clubes Profissionais de Beisebol), mais conhecida apenas como Western League, foi uma competição profissional de beisebol, que fazia parte do circuito de ligas menores, sendo fundada em 11 de Fevereiro de 1885 chegando ao seu fim em 1900, quando foi renomeada como American League, passando assim a ser uma liga maior, se unindo a Major League Baseball.

## História

### Surgimento da Liga
A Western League foi formada em 1885 por clubes baseados nas cidades de Indianápolis‚ Kansas City‚ Cleveland‚ Milwaukee‚ Toledo, Omaha/Keokuk e Iowa, cidades localizadas no meio-oeste dos Estados Unidos, dai surgiu o nome da nova liga. A primeira edição da liga começou no dia 18 de abril de 1885, o time campeão daquela temporada seria o Indianapolis Hoosiers.[carece de fontes?]
A primeira temporada começou originalmente sendo disputada em 32 jogos cada equipe, porém em 18 de janeiro 1886 seria realizada a primeira grande reforma na liga, passando assim a partir daquela temporada a contar com um total de 80 jogos cada time, a liga manteria esse formato até 1888, depois daquele ano a liga faria uma pausa de três anos retornando em 1892, novamente porém a competição seria adiada na temporada seguinte, depois dessa segunda pausa seriam feitas grandes reformas no torneio que culminariam na criação da American League anos depois.

### Reorganização e Conversão para American League
Um encontro em Detroit, Michigan em 20 de novembro de 1893, faria a liga passar por novas mudanças em sua estrutura, mudanças essas que seriam mantidas na recém fundada American League anos depois. Nesse encontro Ban Johnson foi eleito o presidente da liga, cargo que só deixaria de ocupar 35 anos depois, já quando a competição fazia parte da MLB, Johnson era um jornalista de Cincinnati, que foi recomendado por Charles Comiskey, estrela das ligas maiores pelo St. Louis Browns e que depois seria manager do Cincinnati Reds. A liga voltou a ser disputada na temporada de 1894, sendo que naquela temporada o recém adicionado Sioux City Cornhuskers( atual Chicago White Sox), fundado pelo próprio Comiskey, seria campeão da competição.
Em 1899 a National League expulsa 4 times da sua liga, sendo esses times baseados nas cidades de Baltimore, Cleveland, Louisville e Washington, com isso a Western League percebeu naquele momento uma grande chance de expansão, oferecendo a essas cidades uma vaga na liga, se expandindo assim para outras regiões do país, a competição seria renomeada para American League, porém ainda permanecendo como uma liga menor, algo que só mudaria em 1903 quando seria assinado um acordo (National Agreement) com a National League fazendo então com que as duas compartilhassem o posto de grandes ligas, subordinadas a Major League Baseball.
A partir do ano de 1900 já ostentando o nome de American League, o torneio chegaria aos principais centros comerciais do país, cidades como Baltimore, Boston, Filadélfia e Washington, substituíram as cidades menores que serviam times para a liga até então, esse salto em importância contribuiria para anos mais tarde o reconhecimento da competição como uma liga maior, e consequentemente a assinatura do National Agreement. Porém ainda assim havia uma certa resiliência da opinião pública em aceitar o acordo, isso mudaria em 1903, quando o Boston Red Sox bateria o Pittsburgh Pirates na final da inédita World Series, carimbando assim de vez a competição como uma liga maior.

### Campeões da Western League
- 1885 – Indianapolis Hoosiers
- 1886 – Denver Mountain Lions
- 1887 – Topeka Golden Giants
- 1888 – Denver Mountaineers
- 1892 – Columbus Reds
- 1894 – Sioux City Cornhuskers
- 1895 – Indianapolis Hoosiers
- 1896 – Minneapolis Millers
- 1897 – Indianapolis Hoosiers
- 1898 – Kansas City Blues
- 1899 – Indianapolis Hoosiers
- 1900 – Chicago White Stockings (American League)[3]

*Não houve campeonato nos anos de 1889,1890,1891 e 1893.